# Kaeroga
Kaeroga är en ö i Marshallöarna.   Den ligger i kommunen Rongelap, i den nordvästra delen av Marshallöarna, 700 km nordväst om huvudstaden Majuro. Arean är 0,50 kvadratkilometer.
Terrängen på Kaeroga är mycket platt. Öns högsta punkt är 8 meter över havet. Den sträcker sig 1,1 kilometer i nord-sydlig riktning, och 1,7 kilometer i öst-västlig riktning.